# クレイグ・マクラッケン
クレイグ・マクラッケン(Craig McCracken、男性、1971年3月31日 - ）は、アメリカ合衆国のアニメーター。ペンシルベニア州出身。ネットフリックス・アニメーション所属。

## 略歴

### カルフォルニア芸術大学在学中
高校卒業後、カルフォルニア芸術大学に入学。一年生の時に『ノーネックジョー』（原題：No Neck Joe）というキャラクターが登場する短編アニメシリーズを製作。このシリーズは『スパイクとマイクの病的でひねくれたアニメーション祭』（w:Spike and Mike's Sick and Twisted Festival of Animation）で取りあげられ、世界中の人間が鑑賞した。その他、在学中に『ウーパス・ガールズ』（原題：The Whoop-Ass Girls）も製作。この作品における「超人的な力を持つ三人の小さな女の子が登場する」という設定は、後に自身がカートゥーン ネットワーク（以下「CN」）で製作することとなるパワーパフガールズの原点となった。

### カートゥーンネットワーク所属時代(1993年-2010年）
1993年『トゥーストゥーピッドドッグス』（原題：2 Stupid Dogs)の美術監督に就任。人気番組であったが、わずか1年ほどで終了する。
1995年『フヮット・ア・カートゥーン!』（w:What-A-Cartoon!）枠で、前述の『ウーパス・ガールズ』をもとにした作品『パワーパフガールズ』（原題：The Powerpuff Girls）が放送される。1998年から30分番組として放送されるようになると、アメリカのCN最高視聴率を獲得するに至る人気番組となった。2000年からはコミックがDCコミックスから出版された。
2005年3月をもってアニメ放送が終了し、翌年3月にはコミックの連載も終了。2008年に旧シリーズとしては最後の作品「支配者はワタシ!」(原題:The Powerpuff Girls Rule!!!)が放送。マクラッケンがパワーパフガールズシリーズの製作に携わったのはこの作品が最後であり、2014年に制作された『パワーパフガールズ：ダンスパンツにご用心!』（原題：The Powerpuff Girls　Dance Pantsed）と2016年から放送されている新シリーズには携わっていない。
この他、2004年から『フォスターズ・ホーム』（原題：Foster's Home for Imaginary Friends）を2009年まで制作している。
2010年をもって退社。

### ディズニー所属時代(2012年-退社年不明)
2012年からはディズニー・テレビジョン・アニメーションに所属。「なんだかんだワンダー」(原題：Wander over Yonder）の製作に携わった。

### ネットフリックス・アニメーション所属時代（入社年不明-）
ネットフリックス・アニメーションに所属してからは「なんだかんだワンダー」以来8年振りとなるオリジナル作品「キッド・コズミック」の製作に携わる。

## 関わったアニメ作品
★はマクラッケン原作の作品。太字は継続中の作品。

### アニメシリーズ/スペシャル
| 作品名                                                  | 期間                                            | 担当                                                                                             |
| カートゥーンネットワーク所属時代(1993年-2010年)         | カートゥーンネットワーク所属時代(1993年-2010年) | カートゥーンネットワーク所属時代(1993年-2010年)                                                  |
| ------------------------------------------------------- | ----------------------------------------------- | ------------------------------------------------------------------------------------------------ |
| トゥーストゥーピッドドッグス                            | 1993年 - 1995年                                 | 美術監督                                                                                         |
| Dumb and Dumbe                                          | 1995年 - 1997年                                 | 不明                                                                                             |
| デクスターズラボ                                        | 1996年 - 2003年                                 | 絵コンテ・各話ディレクター・アートディレクター・アニメーションディレクター補佐・モデルデザイナー |
| ★パワーパフガールズ                                     | 1998年 - 2005年                                 | 原作・製作(制作指揮) ・脚本・総監督・各話絵のコンテ                                              |
| ★フォスターズ・ホーム                                   | 2004年- 2009年                                  | 原作・総監督・制作指揮・脚本・各話絵のコンテ                                                     |
| ディズニー所属時代(2012年-退社年不明)                   |                                                 |                                                                                                  |
| ★なんだかんだワンダー                                   | 2013年 - 2016年                                 | 総監督・制作指揮・ ストーリー原案・脚本                                                          |
| ネットフリックス・アニメーション所属時代（入社年不明-） |                                                 |                                                                                                  |
| ★キッド・コズミック                                     | 2021年 -                                        |                                                                                                  |

### 劇場版/長編
| 作品名                                                 | 期間   | 担当                                                                        |
| ------------------------------------------------------ | ------ | --------------------------------------------------------------------------- |
| パワーパフガールズ・ムービー                           | 2002年 | 監督・制作総指揮・ストーリー原案・脚本&絵コンテ・キャラクターレイアウト原画 |
| パワーパフガールズ：ザ・ファイト・ビフォア・クリスマス | 2003年 | 監督・制作総指揮・ストーリー原案                                            |

## 漫画作品
太字は継続中の作品。2006年に一旦終了し2013年から再開されているが、2013年以降の作品の製作には携わっていない。
- パワーパフガールズ (2000年4月 - 2006年3月、2013年9月-）